# Śledź pod pierzynką

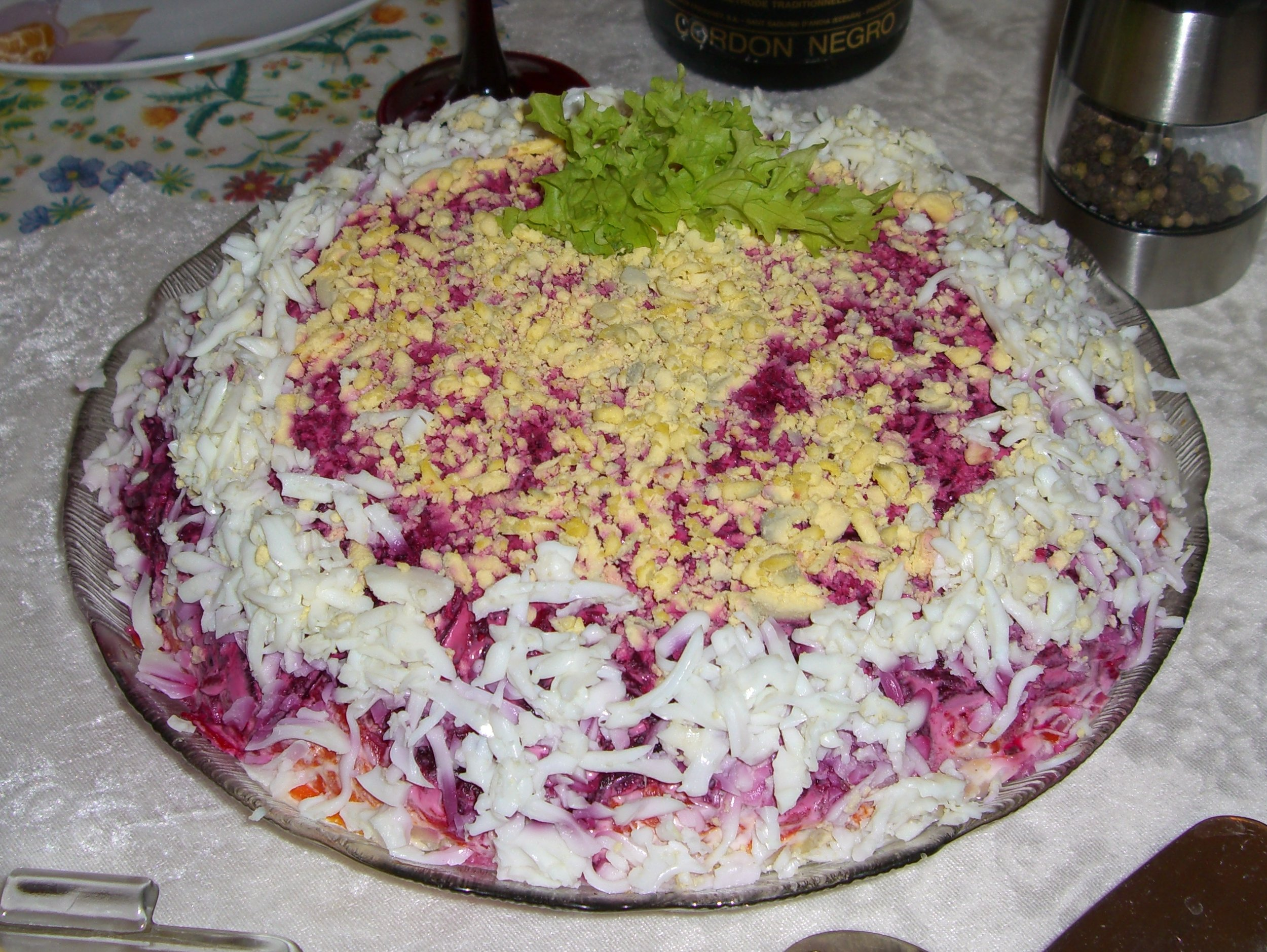
Śledź pod pierzynką

Śledź pod pierzynką – sałatka śledziowa, w której poszczególne składniki są ułożone warstwowo i połączone majonezem.
Potrawa kuchni rosyjskiej z okresu radzieckiego, podawana na zimno jako zakąska, gości na stole m.in. podczas obchodów Nowego Roku. Śledź pod pierzynką jest popularny nie tylko w Rosji, ale także w byłych republikach radzieckich np. na Ukrainie.
W Polsce, obok przepisów na klasyczną wersję śledzia pod pierzynką z burakami ćwikłowymi, są także dostępne przepisy na śledzie pod pierzynką bez buraków, a z innymi składnikami np. ogórkami konserwowymi, korzeniem pietruszki czy serem żółtym.

## Opis
Głównym składnikiem sałatki są drobno posiekane filety śledziowe. Na pierwszą dolną warstwę ze śledzi nakłada się kolejno warstwy z ugotowanych i drobno pokrojonych lub startych na tarce o dużych oczkach ziemniaków, posiekanej surowej cebuli i jajek na twardo. Jako ostatnią górną warstwę nakłada się ugotowane i starte na tarce buraki ćwikłowe. Po wierzchu polewa się obficie majonezem. Wymieszane z majonezem buraki ćwikłowe nadają sałatce intensywny purpurowy kolor. Przed podaniem sałatkę wstawia się na pewien czas do lodówki, aby majonez połączył poszczególne składniki. W innych wariantach w skład sałatki może wchodzić także ugotowana i starta na tarce marchewka, surowe jabłko pokrojone w kosteczkę oraz koperek do posypania po wierzchu. Do przygotowania najlepiej użyć głębokiej i odpowiednio dużej salaterki, w której układa się poszczególne warstwy. Pokrojone filety śledziowe można też ułożyć na dolnej podkładce z ziemniaków, po czym nakładać warstwami kolejne składniki (cebulę, jaja, marchewkę, jabłka i buraczki), przedzielając je równo rozsmarowanym po powierzchni majonezem. Gotową sałatkę przyozdabia się np. ćwiartkami jaja na twardo lub jajem startym na tarce. Śledzia pod pierzynką należy kroić i podawać na talerzu w taki sposób, aby warstwowa struktura została zachowana i była widoczna.

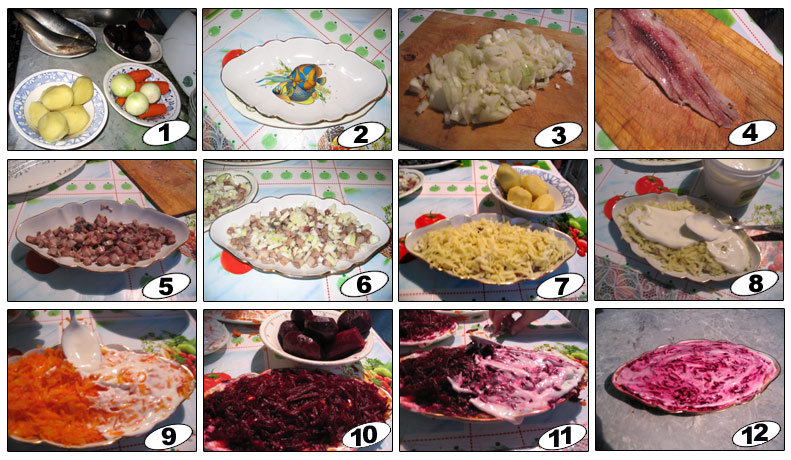
Etapy przygotowywania śledzia pod pierzynką

## Historia
Przepis na śledzia pod pierzynką pojawił się w radzieckich książkach kucharskich dopiero w końcu lat 60./70. XX wieku, po czym rozprzestrzenił się na terenie całego ZSRR. Kulinarne przepisy na podobne potrawy ze śledzia istniały już w końcu XIX wieku, ale poszczególne składniki nie były w nich ułożone warstwami.
Według profesjonalnego kucharza i prezesa stowarzyszenia rosyjskich kucharzy Wiktora Bielajewa śledź pod pierzynką był serwowany już przed wybuchem rewolucji w zajazdach jako zakąska, a warzywa miały często za zadanie maskowanie nie najlepszej jakości ryby. Taką sałatkę śledziową przyrządzali też starzy kucharze w moskiewskiej restauracji „Praga” i w kuchni kremlowskiej. Potrawa przetrwała okres rewolucji i dalej była przygotowywana na różne uroczystości, z wyjątkiem okresu wielkiej wojny ojczyźnianej, kiedy jej nie robiono.  
Istnieje także niepotwierdzona faktami historycznymi legenda, wedle której śledzia pod pierzynką wymyślił zaraz po rewolucji moskiewski kupiec Bogomiłow i zaczął podawać go gościom w swoich zajazdach, objaśniając przepis w zgodzie z duchem czasów:
- śledź – miał symbolizować proletariat;
- marchewka i cebula – chłopów;
- czerwony burak ćwikłowy – rewolucję październikową;
- francuski sos majonezowy – wrogów ludu, czyli burżuazję.

Określenie „szuba” (pol. futro, futerko) z rosyjskiej nazwy potrawy „sieledka pod szuboj” (dosłownie: śledź pod futrem) było rozszyfrowywane jako „Szowinizmu i upadku – bojkot i anafiema”  (Szowinizmowi i upadkowi – bojkot i anatema), ale nie ma to potwierdzenia historycznego.